# Suzuki SV 650
La Suzuki SV650 è una motocicletta bicilindrica della casa giapponese Suzuki, facente parte della serie Suzuki SV.

## Prima serie (1999-2002)
Uscì sul mercato nel 1999 nelle due versioni SV650 (naked) e SV650S (semicarenata) e ottenne immediatamente i favori di pubblico e critica specializzata, grazie al motore bicilindrico a "V" dalla notevole elasticità ed erogante circa 68 CV alla ruota (72CV all'albero) dotato di grande allungo e risposta molto pronta ai regimi bassi e medi; inoltre la leggerezza del telaio permetteva alla moto (165 kg di peso a secco) di essere molto reattiva e particolarmente adatta alla guida sportiva, ma allo stesso tempo, date le dimensioni leggermente più ampie della concorrenza di pari categoria, era adatta ad essere guidata anche da persone più adulte e più esperte.
Uno dei più grandi successi commerciali del suo periodo, la SV650 fu l'unica vera concorrente della Ducati Monster, diventando però, anche se la categoria non era la stessa, diretta concorrente anche della Honda Hornet (una 4 cilindri di circa 90 CV), altra grande favorita del segmento.
Alcuni piccoli difetti erano invece imputabili alle prime SV, come la sua poca stabilità in autostrada, dove risentiva molto del vento e delle scie dei mezzi di fronte, in special modo quando carica e con due passeggeri; inoltre, la forcella, di tipo economico, risultava troppo morbida e cedevole per una guida "allegra"; per ovviare quest'ultimo inconveniente, vennero messi in commercio dei kit aftermarket composti da olio e molla per irrigidirne l'assetto. Infine, la sella di tipo "split" divisa in due settori, pur essendo sufficientemente comoda e ampia per una persona anche di grosse dimensioni, non offriva appoggio lombare sufficiente in quanto il segmento rialzato era troppo arretrato.
Ciononostante, data la destinazione d'utilizzo preferenziale che non comprendeva il turismo a lungo raggio, bensì la città e la gita fuori porta, la SV prima serie è rimasta negli anni ricercata sul mercato dell'usato specialmente nella fascia "prima moto" grazie alla sua affidabilità, alla facilità di manutenzione e alla guidabilità.

## Seconda serie (2003-2008)
Nel 2003 la Suzuki decise per un restyling della serie e abbandonò le forme morbide e arrotondate introducendo linee taglienti e aggressive. Venne introdotta l'iniezione digitale SDTV, in grado di assicurare un funzionamento più regolare, più potenza e coppia motrice oltre che emissioni inquinanti nettamente ridotte (Euro 3 poi a partire dalla K7, grazie anche alla doppia candela di accensione).
Questi cambiamenti però non incontrarono più il favore del pubblico: la SV seconda serie (alla quale era stata abbinata anche una versione da 1000 cc.) dal 2004 in poi scese di molto nella classifica delle moto più vendute per poi essere definitivamente eliminata dai listini nel 2008/2009, sostituita dalla Gladius che, anch'essa, non riuscì a risalire più la china, in un segmento ormai molto affollato di concorrenza di pari livello come ad esempio la Kawasaki ER-6.
Tutti i telai della SV 650 sono costruiti in lega di alluminio pressofusa, con le travi laterali dotate di un reticolo interno di irrobustimento. Nelle versioni K3 e successive, la costruzione del telaio si avvale di un nuovo sistema di pressofusione che elimina l'aria che si forma nello stampo; questo procedimento porta ad una diminuzione del peso del telaio finito di ben 3 kg rispetto alla versione precedente.
Le SV 650 si sono anche messe in mostra nei campionati Supertwins.
La Suzuki ha usato lo stesso motore della prima serie della SV nel modello V-Strom 650, una enduro stradale.
La prima serie della SV è stata replicata dall'azienda coreana Hyosung con il modello Comet 650.

## Terza serie (2016)
Durante l'edizione 2015 dell'EICMA, Suzuki ha presentato la terza serie della SV 650, che prende il posto della precedente SFV650 Gladius, che a sua volta era subentrata alla seconda serie della SV 650 nel 2009. Il nuovo modello prende la denominazione di SV 650 A, con la A che indica la presenza nella dotazione di serie del sistema ABS che previene il bloccaggio delle ruote in frenata.
Per quanto lo schema di base del motore sia lo stesso di quello che aveva già equipaggiato la precedente SFV 650 Gladius e le precedenti serie della SV 650, esso si presenta in questa ultima versione rinnovato. Le modifiche hanno così permesso di ottenere una maggiore potenza, per un totale di 75 CV, un minor peso e l'omologazione secondo la normativa anti inquinamento EURO IV. Il design abbandona le forme della Gladius per ricongiungersi con i motivi stilistici delle precedenti SV 650, ossia la presenza del telaio a traliccio ben in evidenza, il fanale rotondo e l'assenza di sovrastrutture.
Nel 2017 è stata presentata la versione café racer: Suzuki SV650X. La tecnica resta la stessa del modello base ma cambia l'estetica. Per l'Italia è disponibile anche Suzuki SV650X-TER con scarico artigianale Fresco, frecce LED e portatarga Walter Moto.
La versione 2021 si presenta con il motore V-Twin omologato Euro 5 da 76 cv, ma anche con una versione da 48 cv guidabile dai titolari di patente A2. Oltre all'ABS sono presenti l’Easy Start System, che facilita l’avviamento del motore, ed il Low RPM Assist che stabilizza il regime nelle partenze e nella marcia a bassa andatura, scongiurando il rischio di spegnimenti involontari.

## Caratteristiche tecniche
| Caratteristiche tecniche - Suzuki SV 650 (1999-2002) | Caratteristiche tecniche - Suzuki SV 650 (1999-2002)                                                  | Caratteristiche tecniche - Suzuki SV 650 (1999-2002)                                                  | Caratteristiche tecniche - Suzuki SV 650 (1999-2002)                                                  | Caratteristiche tecniche - Suzuki SV 650 (1999-2002)                                                  | Caratteristiche tecniche - Suzuki SV 650 (1999-2002)                                                  |
| ---------------------------------------------------- | --- | --- | --- | --- | --- |
|                                                      | | | | | |
| Dimensioni e pesi                                    | | | | | |
| Ingombri (lungh.×largh.×alt.)                        | 2045 × 750 × 805 mm                                                                                   | 2045 × 750 × 805 mm                                                                                   | 2045 × 750 × 805 mm                                                                                   | 2045 × 750 × 805 mm                                                                                   | 2045 × 750 × 805 mm                                                                                   |
| Interasse:                                           | Interasse:                                                                                            | Massa a vuoto: 178 kg                                                                                 | Massa a vuoto: 178 kg                                                                                 | Serbatoio: 17 l                                                                                       | Serbatoio: 17 l                                                                                       |
| Meccanica                                            | | | | | |
| Tipo motore: Bicilindrico 4 tempi                    | Tipo motore: Bicilindrico 4 tempi                                                                     | Tipo motore: Bicilindrico 4 tempi                                                                     | Tipo motore: Bicilindrico 4 tempi                                                                     | Raffreddamento: A liquido                                                                             | Raffreddamento: A liquido                                                                             |
| Cilindrata                                           | 643 cm³                                                                                               | 643 cm³                                                                                               | 643 cm³                                                                                               | 643 cm³                                                                                               | 643 cm³                                                                                               |
| Distribuzione: DOHC a quattro valvole cilindro       | Distribuzione: DOHC a quattro valvole cilindro                                                        | Distribuzione: DOHC a quattro valvole cilindro                                                        | Alimentazione: 2 Carburatori Mikuni 39mm                                                              | Alimentazione: 2 Carburatori Mikuni 39mm                                                              | Alimentazione: 2 Carburatori Mikuni 39mm                                                              |
| Potenza: 71 CV (52.9 kW) a 10.500 rpm                | Potenza: 71 CV (52.9 kW) a 10.500 rpm                                                                 | Coppia:                                                                                               | Coppia:                                                                                               | Rapporto di compressione:                                                                             | Rapporto di compressione:                                                                             |
| Frizione: Multidisco bagno d'olio                    | Frizione: Multidisco bagno d'olio                                                                     | Frizione: Multidisco bagno d'olio                                                                     | Cambio: sequenziale a 6 marce (sempre in presa)                                                       | Cambio: sequenziale a 6 marce (sempre in presa)                                                       | Cambio: sequenziale a 6 marce (sempre in presa)                                                       |
| Accensione                                           | Elettronica CDI                                                                                       | Elettronica CDI                                                                                       | Elettronica CDI                                                                                       | Elettronica CDI                                                                                       | Elettronica CDI                                                                                       |
| Trasmissione                                         | Primaria a ingranaggi, secondaria a catena                                                            | Primaria a ingranaggi, secondaria a catena                                                            | Primaria a ingranaggi, secondaria a catena                                                            | Primaria a ingranaggi, secondaria a catena                                                            | Primaria a ingranaggi, secondaria a catena                                                            |
| Avviamento                                           | Elettrico                                                                                             | Elettrico                                                                                             | Elettrico                                                                                             | Elettrico                                                                                             | Elettrico                                                                                             |
| Ciclistica                                           | | | | | |
| Telaio                                               | A traliccio in alluminio                                                                              | A traliccio in alluminio                                                                              | A traliccio in alluminio                                                                              | A traliccio in alluminio                                                                              | A traliccio in alluminio                                                                              |
| Sospensioni                                          | Anteriore: Forcella teleidraulica / Posteriore: monoammortizzatore con regolazione precarico          | Anteriore: Forcella teleidraulica / Posteriore: monoammortizzatore con regolazione precarico          | Anteriore: Forcella teleidraulica / Posteriore: monoammortizzatore con regolazione precarico          | Anteriore: Forcella teleidraulica / Posteriore: monoammortizzatore con regolazione precarico          | Anteriore: Forcella teleidraulica / Posteriore: monoammortizzatore con regolazione precarico          |
| Freni                                                | Anteriore: A doppio disco flottante diametro 296mm, pinze Tokico a 2 pistoncini / Posteriore: A disco | Anteriore: A doppio disco flottante diametro 296mm, pinze Tokico a 2 pistoncini / Posteriore: A disco | Anteriore: A doppio disco flottante diametro 296mm, pinze Tokico a 2 pistoncini / Posteriore: A disco | Anteriore: A doppio disco flottante diametro 296mm, pinze Tokico a 2 pistoncini / Posteriore: A disco | Anteriore: A doppio disco flottante diametro 296mm, pinze Tokico a 2 pistoncini / Posteriore: A disco |
| Pneumatici                                           | Anteriore: 120/60 ZR 17 (55W); Posteriore: 160/60 ZR 17 (69W)                                         | Anteriore: 120/60 ZR 17 (55W); Posteriore: 160/60 ZR 17 (69W)                                         | Anteriore: 120/60 ZR 17 (55W); Posteriore: 160/60 ZR 17 (69W)                                         | Anteriore: 120/60 ZR 17 (55W); Posteriore: 160/60 ZR 17 (69W)                                         | Anteriore: 120/60 ZR 17 (55W); Posteriore: 160/60 ZR 17 (69W)                                         |
| Prestazioni dichiarate                               | | | | | |
| Velocità massima                                     | 204 km/h km/h                                                                                         | 204 km/h km/h                                                                                         | 204 km/h km/h                                                                                         | 204 km/h km/h                                                                                         | 204 km/h km/h                                                                                         |
| Accelerazione                                        | sui 400 m da fermo 12,3 s                                                                             | sui 400 m da fermo 12,3 s                                                                             | sui 400 m da fermo 12,3 s                                                                             | sui 400 m da fermo 12,3 s                                                                             | sui 400 m da fermo 12,3 s                                                                             |
| Fonte dei dati:                                      | | | | | |

| Caratteristiche tecniche - Suzuki SV 650 K7    | Caratteristiche tecniche - Suzuki SV 650 K7 | Caratteristiche tecniche - Suzuki SV 650 K7 | Caratteristiche tecniche - Suzuki SV 650 K7 | Caratteristiche tecniche - Suzuki SV 650 K7 | Caratteristiche tecniche - Suzuki SV 650 K7 |
| ---------------------------------------------- | --- | --- | --- | --- | --- |
|                                                | | | | | |
| Dimensioni e pesi                              | | | | | |
| Ingombri (lungh.×largh.×alt.)                  | 2080 × 745 × 1085 mm | 2080 × 745 × 1085 mm | 2080 × 745 × 1085 mm | 2080 × 745 × 1085 mm | 2080 × 745 × 1085 mm |
| Altezze                                        | Sella: 800 mm | Sella: 800 mm | Sella: 800 mm | Sella: 800 mm | Sella: 800 mm |
| Interasse: 1440 mm                             | Interasse: 1440 mm | Massa a vuoto: 165 kg a secco, in marcia 187 kg | Massa a vuoto: 165 kg a secco, in marcia 187 kg | Serbatoio: 17 l | Serbatoio: 17 l |
| Meccanica                                      | | | | | |
| Tipo motore: Bicilindrico 4 tempi              | Tipo motore: Bicilindrico 4 tempi | Tipo motore: Bicilindrico 4 tempi | Tipo motore: Bicilindrico 4 tempi | Raffreddamento: A liquido | Raffreddamento: A liquido |
| Cilindrata                                     | 645 cm³ (Alesaggio 81,0 × Corsa 62,6 mm) | 645 cm³ (Alesaggio 81,0 × Corsa 62,6 mm) | 645 cm³ (Alesaggio 81,0 × Corsa 62,6 mm) | 645 cm³ (Alesaggio 81,0 × Corsa 62,6 mm) | 645 cm³ (Alesaggio 81,0 × Corsa 62,6 mm) |
| Distribuzione: DOHC a quattro valvole cilindro | Distribuzione: DOHC a quattro valvole cilindro | Distribuzione: DOHC a quattro valvole cilindro | Alimentazione: Iniezione elettronica - 39 mm | Alimentazione: Iniezione elettronica - 39 mm | Alimentazione: Iniezione elettronica - 39 mm |
| Potenza: 53 Kw (72 CV) a 9.000 g/min           | Potenza: 53 Kw (72 CV) a 9.000 g/min | Coppia: 64Nm a 7.200 g/min | Coppia: 64Nm a 7.200 g/min | Rapporto di compressione: 11,5:1 | Rapporto di compressione: 11,5:1 |
| Frizione: Multidisco bagno d'olio              | Frizione: Multidisco bagno d'olio | Frizione: Multidisco bagno d'olio | Cambio: sequenziale a 6 marce (sempre in presa) | Cambio: sequenziale a 6 marce (sempre in presa) | Cambio: sequenziale a 6 marce (sempre in presa) |
| Accensione                                     | Elettronica CDI | Elettronica CDI | Elettronica CDI | Elettronica CDI | Elettronica CDI |
| Trasmissione                                   | Primaria a ingranaggi, secondaria a catena | Primaria a ingranaggi, secondaria a catena | Primaria a ingranaggi, secondaria a catena | Primaria a ingranaggi, secondaria a catena | Primaria a ingranaggi, secondaria a catena |
| Avviamento                                     | Elettrico | Elettrico | Elettrico | Elettrico | Elettrico |
| Ciclistica                                     | | | | | |
| Telaio                                         | A traliccio in alluminio | A traliccio in alluminio | A traliccio in alluminio | A traliccio in alluminio | A traliccio in alluminio |
| Sospensioni                                    | Anteriore: Forcella teleidraulica 41 mm con precarico molla regolabile / Posteriore: Forcellone oscillante con leveraggio progressivo e mono ammortizzatore idraulico con pre-carico molla | Anteriore: Forcella teleidraulica 41 mm con precarico molla regolabile / Posteriore: Forcellone oscillante con leveraggio progressivo e mono ammortizzatore idraulico con pre-carico molla | Anteriore: Forcella teleidraulica 41 mm con precarico molla regolabile / Posteriore: Forcellone oscillante con leveraggio progressivo e mono ammortizzatore idraulico con pre-carico molla | Anteriore: Forcella teleidraulica 41 mm con precarico molla regolabile / Posteriore: Forcellone oscillante con leveraggio progressivo e mono ammortizzatore idraulico con pre-carico molla | Anteriore: Forcella teleidraulica 41 mm con precarico molla regolabile / Posteriore: Forcellone oscillante con leveraggio progressivo e mono ammortizzatore idraulico con pre-carico molla |
| Freni                                          | Anteriore: A doppio disco flottante diametro 296 mm, pinze Tokico a 2 pistoncini / Posteriore: A disco 220 mm                                                                              | Anteriore: A doppio disco flottante diametro 296 mm, pinze Tokico a 2 pistoncini / Posteriore: A disco 220 mm                                                                              | Anteriore: A doppio disco flottante diametro 296 mm, pinze Tokico a 2 pistoncini / Posteriore: A disco 220 mm                                                                              | Anteriore: A doppio disco flottante diametro 296 mm, pinze Tokico a 2 pistoncini / Posteriore: A disco 220 mm                                                                              | Anteriore: A doppio disco flottante diametro 296 mm, pinze Tokico a 2 pistoncini / Posteriore: A disco 220 mm                                                                              |
| Pneumatici                                     | Anteriore: MT3,50 x 17 120/60 ZR 17 M/C (55W) - Posteriore: MT4,50 x 17 160/60 ZR 17 M/C (69W)                                                                                             | Anteriore: MT3,50 x 17 120/60 ZR 17 M/C (55W) - Posteriore: MT4,50 x 17 160/60 ZR 17 M/C (69W)                                                                                             | Anteriore: MT3,50 x 17 120/60 ZR 17 M/C (55W) - Posteriore: MT4,50 x 17 160/60 ZR 17 M/C (69W)                                                                                             | Anteriore: MT3,50 x 17 120/60 ZR 17 M/C (55W) - Posteriore: MT4,50 x 17 160/60 ZR 17 M/C (69W)                                                                                             | Anteriore: MT3,50 x 17 120/60 ZR 17 M/C (55W) - Posteriore: MT4,50 x 17 160/60 ZR 17 M/C (69W)                                                                                             |
| Prestazioni dichiarate                         | | | | | |
| Velocità massima                               | 206 km/h | 206 km/h | 206 km/h | 206 km/h | 206 km/h |
| Accelerazione                                  | sui 400 m da fermo 12,177 s | sui 400 m da fermo 12,177 s | sui 400 m da fermo 12,177 s | sui 400 m da fermo 12,177 s | sui 400 m da fermo 12,177 s |
| Consumo                                        | medio 17 km/l | medio 17 km/l | medio 17 km/l | medio 17 km/l | medio 17 km/l |
| Fonte dei dati:                                | | | | | |